# Tajó
Tajó (1886-ig Tajova, szlovákul Tajov) község Szlovákiában, a Besztercebányai kerületben, a Besztercebányai járásban.

## Fekvése
Besztercebányától 5 km-re nyugatra fekszik, 460 méter magasan, Imréd tartozik hozzá. A szűk völgyben déli irányban sípályák indulnak, felvonókkal együtt. Télen népszerű kirándulóhely.

## Története
A település a 15. században keletkezett a Radvánszky család birtokán, Besztercebánya környékén bányászott ércet feldolgozó kohó működött a területén. 1496 és 1500 között a Thurzó család két új kohót (az ún. Alsó- és Felsőhutát) építtetett ide. A település első írásos említése 1544-ben „Tajova” alakban történt. A kohók 1546-ban a bányakamara tulajdonába kerültek, a 16. században mintegy 70-100 munkást foglalkoztattak és egészen 1893-ig működtek. 1616-ban „Teiba”, 1786-ban „Tajowa” alakban említik a falut. A 18. században rezet is dolgoztak fel itt.
A 18. század végén Vályi András így ír róla: „TAJOVA. Tót falu Zólyom Várm. földes Urai a’ Besztertze Bányai Bányászi Kamara, és Radvánszky Uraság, lakosai többfélék, ’s leginkább a’ bányászi munkák körűl foglaltoskodnak, fekszik Bars Vármegyének szélénél; határja sovány.”
A falunak 1828-ban 53 háza volt 348 lakossal.
Fényes Elek 1851-ben kiadott geográfiai szótárában így ír a faluról: „Tajova, tót falu, Zólyom vmegyében, Beszterczéhez 1 1/2 mfd. a körmöczi országutban, 342 kath., 6 evang. lak. Kath. paroch. templom. Határában sok rezet ásnak, s réz olvasztó-háza is van. F. u. a kamara.”
A trianoni diktátumig területe Zólyom vármegye Besztercebányai járásához tartozott.

## Népessége
| Év:            | 1994. | 2004.    | 2014.    | 2024.    |
| -------------- | ----- | -------- | -------- | -------- |
| Emberek száma: | 391   | 504      | 598      | 661      |
| Eltérés:       |       | +28,90 % | +18,65 % | +10,53 % |

| Év:            | 2023. | 2024.   |
| -------------- | ----- | ------- |
| Emberek száma: | 672   | 661     |
| Eltérés:       |       | -1,63 % |

1910-ben 231, túlnyomórészt szlovák anyanyelvű lakosa volt.
2001-ben 444 lakosából 431 fő szlovák volt.
2011-ben 562 lakosából 503 fő szlovák volt.

## Neves személyek
- Itt született 1874-ben Jozef Gregor-Tajovský szlovák realista költő és író.
- Itt született 1881-ben Karol Murgaš (Anzelm Hegedüs) szlovák pedagógus.
- Itt született 1977-ben Vratislav Greško szlovák válogatott labdarúgó.
- Itt szolgált Barsi József (1810-1893) magyar publicista, statisztikai és filozófiai író, a Magyar Tudományos Akadémia levelező tagja (1870).
- Itt szolgált Faller Károly (1857-1913) kohómérnök, főiskolai tanár.

## Nevezetességei

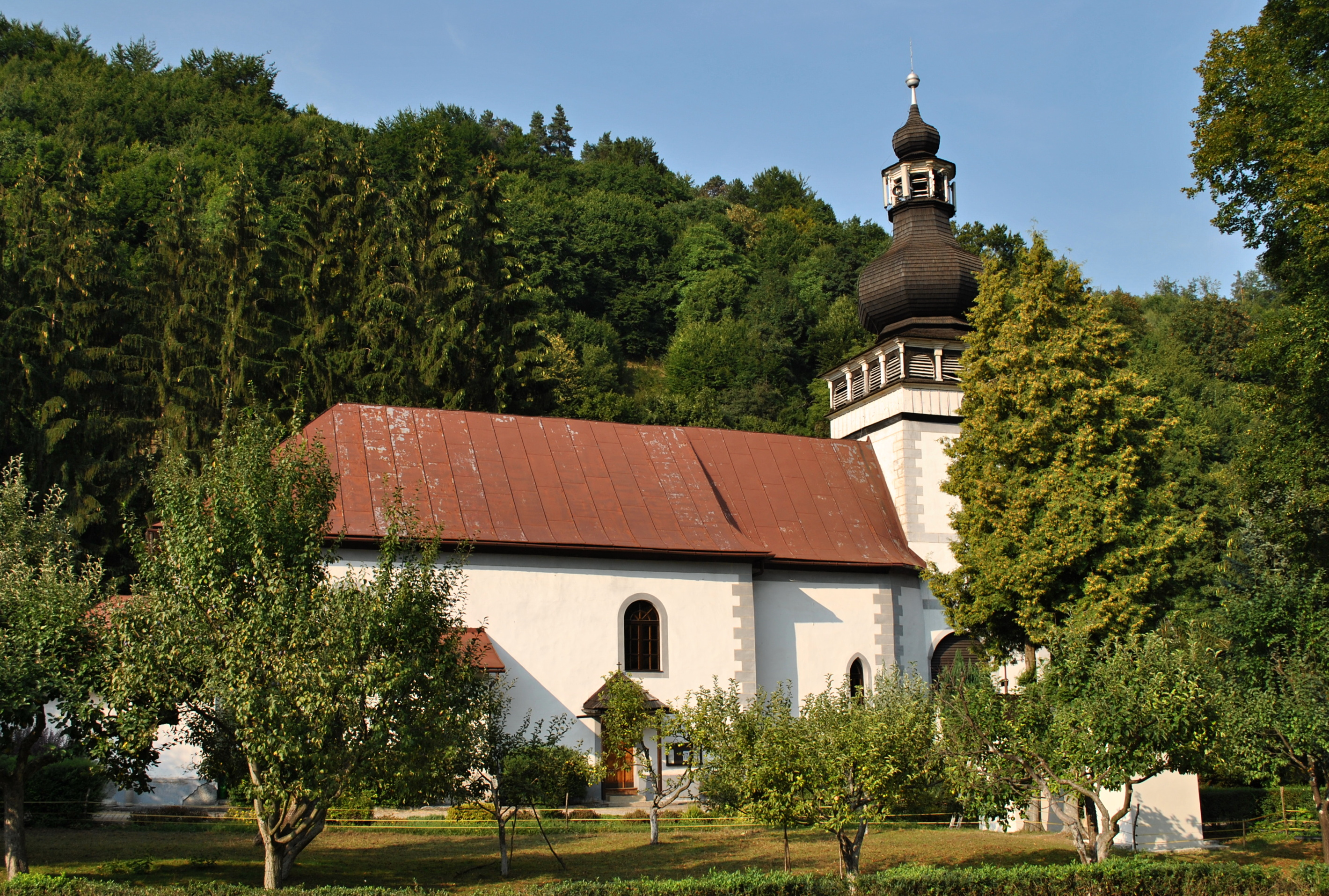
A tajói Keresztelő Szent János római katolikus templom

- Keresztelő Szent János tiszteletére szentelt római katolikus temploma 1595 és 1597 között épült, 1702-ben és 1741-ben barokk stílusban építették át.

## Külső hivatkozások
- Hivatalos honlap (szlovákul)
- E-obce.sk Archiválva 2009. március 10-i dátummal a Wayback Machine-ben
- Községinfó
- Tajó Szlovákia térképén
- Travelatlas.sk
- Tajó a szlovák múzeumok honlapján

## Lásd még
- Imréd